# Björn Melin
Björn Erik Jonny Melin, född 4 juli 1981 i Bankeryd i Sverige, är en svensk före detta ishockeyspelare som senast spelade för HV71 i SHL.

## Spelarkarriär
Melin startade sin hockeykarriär vid fem års ålder i HC Dalen. Melin värvades sedan till HV71.
Säsongen 2003-04 vann Melin sitt första SM-guld med HV71. Melin gjorde ett mål i den avgörande finalmatchen mot Färjestads BK.
Våren 2006 blev Melin uttagen till svenska landslagets VM-trupp. Förutom diverse Euro Hockey Tour-turneringar är VM 2006 den enda turnering Björn Melin spelat för svenska landslaget.
Den 31 maj 2006 skrev Melin ett ettårskontrakt med Anaheim Ducks. Melin började med spel i Anaheims farmarlag Portland Pirates i AHL. I början av 2007 blev han uppkallad till Anaheim och spelade sin första NHL-match den 7 januari mot Detroit Red Wings, då han även gjorde sitt första mål i NHL. Melin spelade totalt 3 NHL-matcher och 59 AHL-matcher.
Säsongen 2007-08 var Melin tillbaka i HV71 och vann sitt andra SM-guld. Melin vann sitt tredje SM-guld med HV71 säsongen 2009-10. Melin var dock axelskadad under de fem sista finalmatcherna mot Djurgårdens IF.
Inför säsongen 2010-11 skrev Melin ett ettårskontrakt med KHL-klubben Neftechimik Nizjnekamsk. Melin fick sparken efter 14 spelade matcher. Resterande delen av säsongen spelade Melin i den schweiziska klubben Fribourg-Gottéron.
Inför säsongen 2011-12 valde Melin att återvända till KHL och skrev den 10 juni 2011 ett ettårskontrakt med Dinamo Riga. Melin fick sparken av Dinamo Riga den 18 oktober 2011 efter att ha levererat 0 poäng på 11 matcher för klubben. Den 25 oktober 2011 stod det klart att Melin spelar resten av säsongen för Lukko i finländska FM-ligan.
Efter två turbulenta säsonger utomlands valde Melin att inför säsongen 2012-13 återvända till Elitserien. Melin skrev den 19 april 2012 ett tvåårskontrakt med AIK. Säsongen 2013/2014 åkte AIK ur SHL då återvände han till HV71 
Melin avslutade karriären 2016.

## Meriter
- U18 VM-silver 1999
- New York Islanders sjätte val, 163:e totalt, i NHL-draften 1999
- VM-guld 2006
- SM-silver 2009
- SM-guld 2004, 2008, 2010

## Klubbar
- HC Dalen (moderklubb)
- HV71 1997-98 - 2003-04
- Malmö Redhawks 2004-05
- HV71 2005-06
- Portland Pirates 2006-07
- Anaheim Ducks 2006-07
- HV71 2007-08 - 2009-10
- Neftechimik Nizjnekamsk 2010
- Fribourg-Gottéron 2010-11
- Dinamo Riga 2011-12
- Lukko 2011-12
- AIK 2012-14
- HV71 2014-2016